# NGC 3237
NGC 3237 é uma galáxia lenticular (SB0) localizada na direcção da constelação de Ursa Major. Possui uma declinação de +39° 38' 50" e uma ascensão recta de 10 horas, 25 minutos e 43,4 segundos.
A galáxia NGC 3237 foi descoberta em 18 de Março de 1787 por William Herschel.